# Летючий корабель-привид
«Летючий корабель-привид» (яп. 空飛ぶゆうれい船, Сора тобу ю:рейсен) — японський мультиплікаційний фільм 1969 року, екранізація однойменної манґи Шотаро Ішіноморі, що публікувалася з липня по серпень 1961 року в щомісячнику «Шьонен». Один з перших японських мультфільмів, які потрапили в радянський кінопрокат, в російському дубляжі названий «Корабель-привид». Після виходу фільму в СРСР з'явилися перші радянські шанувальники японської анімації. У створенні аніме брав участь Хаяо Міядзакі, а також його дружина Акемі.

## Сюжет
Біля берегів Японії таємниче гинуть кораблі. Свідки, які вижили, розповідають, що перед катастрофою бачили Корабель-привид — старовинний ветхий вітрильник, на борту якого був помічений чоловік у формі капітана з черепом замість обличчя…
Одного разу 13-річний Хаято Арасіяма з батьками і псом Джеком катаються на катері. Батькові Хаято не подобається, що його син п'є газований напій «Боа-Джюс», який виробляє гігантський концерн «Куросіо», що має безліч галузей, хоча сам він працює інженером на одній з верфей, що належить «Куросіо». В якийсь момент вони помічають, як на прибережній дорозі вилітає в кювет і перевертається легкова машина; Хаято з батьком поспішають до місця аварії, відправивши матір у місто по допомогу. У машині виявляються власник концерну пан Куросіо і його дружина. Починається гроза, батько Хаято пропонує перечекати її в покинутому особняку неподалік. Там Хаято і пані Куросіо стикаються з тією самою людиною у формі капітана і з черепом замість обличчя. Пані впізнає його — це він виник на дорозі перед машиною, спровокувавши аварію. Коли всі збираються в холі особняка, капітан знову з'являється, на цей раз у повітрі за вікном. Капітан розповідає, що є господарем цього будинку; 10 років тому його віроломно вбили (отруїли), а його дружину і дитину заманили на корабель, підпалили його і потопили, видавши все за нещасний випадок. Вбивця не був покараний, і тепер Корабель-привид буде топити кораблі, поки Капітан не помститься убивці. У цей момент в будинку з'являється поліція і чиновники на чолі з начальником оборони Ханівою, а Капітан-привид зникає.
Через кілька днів Токіо зазнає нападу гігантського робота-руйнівника Голема, який оголошує себе «посланцем Корабля-привида». Робот завдає величезних руйнувань, йому не можуть завдати шкоди ні танки, ні ракети, ні обстріли авіації. Мати Хаято гине під уламками родинного будинку, а батько пізніше вмирає в лікарні, але перед смертю зізнається, що Хаято не їхній син: 10 років тому Арасіяма знайшли його прив'язаним до дошки на березі моря. При собі у нього був тільки медальйон з фотографією батьків. Посумувавши за батьками, Хаято домагається зустрічі з Куросіо і вимагає можливості брати участь у знищенні Голема і Корабля-привида, але глава концерну сміється над ним. Під час бесіди по телевізору показують репортаж, в якому в повітрі над Токійською затокою Корабель-привид несподівано вступає в битву з Големом і топить його. Стає очевидно, що Голем зовсім не посланець Корабля-привида. Куросіо терміново відлучається у справах і залишений наодинці Хаято випадково виявляє в будинку секретний прохід, через який потрапляє на підземну базу, де знаходиться безліч військової техніки та з подивом виявляє, що там ремонтують Голема. Потім він знаходить зал засідань, де підслуховує нараду Куросіо з членами правління й урядовими чиновниками і переконується, що концерн «Куросіо» сам створив Голема і напустив його на Токіо, щоб отримати прибуток від подальших замовлень на виробництво озброєння, відновлення зруйнованих будівель і багато іншого. Голема за посланця Корабля-привида видав сам начальник оборони Ханіва, але, оскільки концерн зазнав збитків на ремонт робота, Куросіо вбиває Ханіву, викинувши в океан. Також Хаято дізнається, що Куросіо не є головним в концерні — вище від нього стоїть якийсь покровитель, якого вони називають Боа (напій «Боа-Джюс», настирливо рекламований всюди, належить саме йому).
Хаято біжить у поліцію, намагається розповідати про побачене перехожим, але над ним всюди сміються. В його присутності у поліціянтів заходить розмова про те, що останнім часом було багато випадків таємничого зникнення людей, від яких залишався тільки одяг. Пізніше на вулиці Хаято бачить, як чоловік, що відпив «Боа-Джюсу», падає в судомах, а потім його тіло перетворюється на піну. Люди Куросіо, виявивши Хаято, силою відвозять його на телестудію. Виявляється, на Куросіо справило враження бажання Хаято помститися за смерть батьків, і він вирішив прорекламувати себе за рахунок хлопчика, надавши йому можливість виступити перед глядацькою аудиторією. Хаято викриває Куросіо перед усією студією, попутно згадавши про Боа. Трансляція його виступу переривається рекламою «Боа-Джюсу», а самого Хаято силоміць виводять зі студії, але тут на Токіо нападають із моря роботи в формі крабів і стоніг. Один з крабів повідомляє, що вони — посланці Боа, який розлютований нездатністю Куросіо знищити Корабля-привида, а тепер ще й допустив витік інформації про Боа. Сказавши це, краб обливає Куросіо концентратом «Боа-Джюсу» і той розчиняється. Хаято і Джек виявляються загнаними одним з крабів на дах хмарочоса і врешті-решт падають звідти, але потрапляють в енергетичний промінь, що виходить від Корабля-примари, який ширяє в повітрі; той втягує їх на борт, де Хаято постає перед капітаном.
Капітан розкриває йому, що потоплені ним судна належали концерну «Куросіо» і перевозили зброю з Японії в інші країни, а сам Куросіо — лише один з пішаків у чужій грі: людьми, що видають себе за благодійників, подібним Куросіо, керує якийсь монстр Боа, який хоче підпорядкувати собі весь світ. Сам Боа перебуває на підводній базі і, ймовірно, він був створений людьми. Капітан демонструє, що насправді він жива людина: йому вдалося вижити 10 років тому, просто свого часу він надягнув маску, щоб приховати опіки на обличчі, а потім звик до неї. Потім він показує Хаято влаштування корабля, який виявляється новітнім дивом техніки: він має атомний реактор, антигравітаційний двигун, а також ракетне озброєння, лазерну і магнітну гармати. Коли капітан показує Хаято штурманську рубку, та в хлопчика ппроявляються симптоми отруєння «Боа-Джюсом». Хоча його встигають врятувати, але в момент нападу Хаято, впавши на панель керування, випадково відключає установку поглинання радарних хвиль, через що незабаром на корабель нападають літальні апарати Боа, озброєні лазерними гарматами, і обстрілюють його. Корабель падає в море і йде на дно; хоча герметизація не порушена, але антигравітація виведена з ладу.
Коли Хаято отямлюється, з'ясовується, що на борту в живих залишилося всього четверо: сам Хаято, капітан, корабельний лікар і одна з членів екіпажу — ровесниця Хаято, Руріко. Капітан дещо травмований і недієздатний. Тут Хаято вперше бачить його без маски і, глянувши на фото, про яке нещодавно йому розповідав перед смертю Арасіяма, з подивом упізнає в ньому свого рідного батька. Капітан, прокинувшись і глянувши на фото, теж визнає Хаято, повідомивши, що сам він ледве встиг урятувати Хаято, а мати, на жаль, загинула. Руріко каже Хаято, що вміє керувати кораблем і пропонує йому самим напасти на базу Боа: оскільки ракетна установка не працює, то корабель повинен протаранити фортецю, тоді вибухне її атомний реактор, а разом з ним і фортеця з Боа. Хаято не надто схвалює такий план, тому що, ґрунтуючись на діяннях Куросіо, вважає, що Боа є породженням людської жадібності, і навіть якщо його знищити, то люди, подібні Куросіо, створять іншого Боа. Але потім він бачить черевичок названої матері, який носить у своїй сумці Джек, і приймає пропозицію Руріко. Паралельно показується, як по вулицях Токіо, заповненого роботами, роз'їжджає порожній танк, тому що всі солдати всередині нього розчинилися від «Боа-Джюсу».
На шляху до фортеці Боа судно отримує пошкодження від підводних мін, гігантського робота-спрута і зовнішньої оборони самої бази Боа. Кораблю вдається пропливти всередину оборонного периметра, готуючись увійти всередину бази через головний шлюз, який ось-ось закриється. В останній момент у рубку заходить капітан і просить Хаято негайно катапультувати рубку, що той і робить. Корабель запливає всередину бази і вибухає там, в цей же момент роботи-краби на вулицях міста відключаються і падають з будівель. На коротку мить з бази вилазить сам Боа (молюскоподібна істота гігантських розмірів), який потім ховається в її надрах, залишаючи свою подальшу долю невідомою.
Капітан повертається у свій покинутий будинок. Хаято і Руріко вирушають плавати по Токійській затоці на парусній яхті. Джек упускає сумку в воду і її перегризає акула. Засмучений пес бачить, що розгубив увесь її вміст, але діти обіцяють купити йому нову.

## Творці
- Автори сценарію: Хіросі Ікеда, Масакі Цудзі[en]
- Режисер-постановник: Хіросі Ікеда
- Режисер-мультиплікатор: Йоіті Котабе[en]
- Художники-постановники: Рейко Окуяма, Тадао Кікуті
- Художники: Хаяо Міядзакі, Ісаму Цутіда
- Мультиплікатори: Нобору Сего, Таканобу Усуда, Такао Куросава, Коїті Цунода
- Оператор: Юкіо Катаяма
- Композитор: Такао Онодзакі
- Продюсер: Хіросі Окава

## Ролі озвучували
| Персонажі                       | Toei Animation | Союзмультфільм (1969) | Реанімедіа          |
| ------------------------------- | -------------- | --------------------- | ------------------- |
| Капітан-привид, Голем, Краб Боа | Горо Ная       | Олексій Консовський   | Андрій Новіков      |
| Хаято                           | Масако Нодзава | Марія Виноградова     | Аліна Тарасова      |
| Руріко                          | Юкіко Окада    | Ольга Громова         | Олена Симанович     |
| Інженер Арасіяма                | Акіра Нагоя    | Володимир Ферапонтов  | Гозій Махмудов      |
| Пан Куросіо                     | Акіо Танака    | Володимир Кенігсон    | Олександр Фільченко |
| Пані Куросіо                    | Куоко Сатомі   | Роза Макагонова       | Вероніка Райціз     |

## Зауваги
1. ↑  У російськомовному радянському дубляжі названий Гігантським роботом або Гігроботом.
2. ↑  У радянському дубляжі ім'я не називається, в титрах згадана як просто «Дівчинка»